# Falkirk (circonscription du Parlement britannique)
Pour l’article homonyme, voir Falkirk.
Falkirk est une circonscription électorale britannique située en Écosse.